# Кјаверано
Кјаверано (итал. Chiaverano) је насеље у Италији у округу Торино, региону Пијемонт.
Према процени из 2011. у насељу је живело 1396 становника. Насеље се налази на надморској висини од 316 м.

## Становништво
| 1936. | 1951. | 1961. | 1971. | 1981. | 1991. | 2001. | 2011. |
| ----- | ----- | ----- | ----- | ----- | ----- | ----- | ----- |
| 1.777 | 1.699 | 1.820 | 2.089 | 2.217 | 2.225 | 2.198 | 2.106 |